# XXX (videojuego)
XXX (estilizado como xXx ) es un videojuego de acción de 2002 desarrollado por Digital Eclipse y publicado por Activision para Game Boy Advance. Basada en la película del mismo nombre, la narración sigue a Xander «xXx» Cage, un buscador de emociones clandestino que es reclutado como espía para detener a la malvada organización Anarchy 99 antes de que desate un asalto a la Tierra. Gran parte del juego se juega en un formato matamarcianos de desplazamiento lateral, mientras que algunos niveles presentan combate vehicular inspirado en Road Rash. El juego se desarrolló en aproximadamente dos meses y recibió críticas mixtas tras su lanzamiento, con los críticos criticando la falta de innovación del juego, la IA simplista y la corta duración, aunque las imágenes (particularmente las de los niveles de motocicleta) y la música se evaluaron positivamente.

## Modo de juego
XXX es un juego de acción en el que el jugador controla al personaje principal, un agente de la NSA asignado para acabar con el sindicato del crimen Anarchy 99. El juego consta de once niveles, nueve de los cuales presentan un juego de desplazamiento lateral de correr y disparar, y tres exhiben combate vehicular basado en motocicletas. Cada nivel tiene una serie de objetivos de misión dados que deben completarse para poder progresar. Cuando el jugador completa un objetivo o recibe uno nuevo, parpadea un icono de sobre blanco en la parte superior del HUD. El jugador puede revisar los objetivos actuales pausando el juego.
Por defecto, xXx está armado con una pistola que dispara una cantidad ilimitada de dardos cromados. Se pueden encontrar municiones y armas más poderosas dentro de los niveles, y las armas en posesión de xXx se pueden alternar con el botón Seleccionar. Aparte de la munición en el arma de xXx, se pueden sostener hasta tres cargadores adicionales a la vez. La cantidad de munición y cargadores restantes para el arma actual de xXx se indican en la esquina superior izquierda de la pantalla. Aparte de las armas de fuego, xXx también puede lanzar granadas, que se pueden recoger en paquetes de cinco. La salud de xXx se indica en la esquina superior izquierda de la pantalla, y al jugador se le otorga una sola vida; si el jugador se queda sin salud, el juego termina y el jugador tiene la opción de volver a intentar el nivel actual desde el principio. El jugador puede reponer su salud recolectando botiquines de primeros auxilios a lo largo del nivel.
Algunos niveles involucran a xXx conduciendo una motocicleta y participando en combates cuerpo a cuerpo con pilotos enemigos. La motocicleta tiene una cantidad limitada de combustible, que se puede reponer recolectando botes de combustible esparcidos por el camino, y solo puede sufrir una cierta cantidad de daño antes de que se destruya. En la esquina inferior derecha de la pantalla se coloca una barra que indica la distancia restante del jugador hasta el final del nivel.

## Trama
El buscador de emociones clandestinas Xander Cage es reclutado por la Administración de Seguridad Nacional como el agente «xXx» después de aprobar un examen de ingreso organizado por el Agente Gibbons. Tiene la tarea de acabar con el sindicato del crimen Anarchy 99 y su líder Yorgui, quienes están armados con armas biológicas y una agenda terrorista. En la República Checa, xXx desactiva misiles ocultos en la Ciudad Vieja, el Metro de Praga, el Osario de Sedlec y las minas de Kutná Hora. En Brno, xXx confisca botes de plutonio robados y destruye un alijo de misiles y un virus químico precursor. xXx regresa a Praga y evita que el coronel de Anarchy 99 bombardee un estadio deportivo y asalta la torre de televisión de la ciudad, donde se encuentra Yorgui. Yorgui escapa a su búnker subterráneo secreto, donde xXx lo rastrea y lo mata.

## Desarrollo y lanzamiento
En mayo de 2002, Activision anunció que había adquirido los derechos mundiales de videojuegos de la próxima película XXX de Vin Diesel. El juego fue desarrollado por Digital Eclipse para Game Boy Advance, con Michael Bilodeau de Digital Eclipse y Brian Clarke de Activision como productores, y Mike Mika como director creativo. Mark Fitt y Alex Amsel programaron el juego y Dave McMullan diseñó los niveles. Boyd Burggrabe se desempeñó como director de arte y supervisó un equipo formado por el artista principal Dean Lee y los artistas Arvin Bautista, Stoo Cambridge, Kevin James, Antony Mazzotta, Andy Noble y Kostandin Igor Ruiz. La música fue compuesta por Anthony Putson, mientras que los efectos de sonido fueron creados por Allister Brimble. Todos los miembros del equipo tenían experiencia previa en el desarrollo de títulos para Game Boy Advance; Fitt, Amsel y algunos de los artistas habían trabajado en Alienators: Evolution Continues, mientras que Bilodeau y el resto de los artistas trabajaron en X-Men: Reign of Apocalypse, Spider-Man y Disney's Lilo & Stitch. El juego presentó una narrativa original durante el desarrollo, pero luego se hizo para seguir la historia de la película a pedido de los cineastas. Los niveles de motocicletas estuvieron fuertemente influenciados por el título Road Rash de Sega Genesis.
El desarrollo duró aproximadamente dos meses, lo que Bilodeau consideró inusualmente rápido ya que el ciclo de desarrollo normal de los juegos de Game Boy Advance es de un mínimo de cinco o seis meses. XXX se mostró en un estado pre-alfa en E3 de 2002, y se lanzó en América del Norte el 6 de agosto de 2002, seguido de un lanzamiento en Europa el 18 de octubre.

## Recepción
XXX recibió reseñas «mixtas o promedio» según el agregador de reseñas Metacritic. Steve Steinberg de GameSpy y John Ricciardi de Electronic Gaming Monthly profesaron un temor inicial ante la perspectiva de una película relacionada con Game Boy Advance, con Star Wars: Episodio II - El ataque de los clones siendo particularmente reciente en la mente de Ricciardi, pero estaban complacido de encontrar que el juego superó las expectativas de baja calidad. Ricciardi consideró que el juego era una experiencia decente a pesar de no ofrecer ninguna innovación en el género de correr y disparar,  aunque Craig Harris de IGN se sintió decepcionado al comparar la jugabilidad corriente con las secuencias de acción de la película.  Frank Provo de GameSpot señaló que la jugabilidad carecía de cualquier elemento de diseño que redujera la monotonía de la acción, citando ejemplos de tales mecánicas en Spider-Man y The Scorpion King: Sword of Osiris. Matthew Kato de Game Informer, en una crítica negativa, declaró que el título era «tan desalmado como el ejecutivo de Activision sin rostro que firmó este festín de desplazamiento lateral mundano».
Steinberg consideró que la dificultad estaba bien equilibrada, mientras que Harris consideró que el juego era demasiado fácil debido a la gran resistencia de xXx y la abundancia de objetos de salud y armas. Ricciardi y Harris admiraron el tamaño de los niveles, aunque Ben Kosmina de Planet GameCube estaba desconcertado por la falta de un radar, que dijo que dificultaba la localización de algunos objetivos y salidas. Steinberg elogió los controles por ser estrictos e intuitivos, pero deseó que fueran más variados para reflejar mejor la representación de xXx en la película como un atleta extremo. Harris y los revisores de Nintendo Power encontraron algunas de las armas satisfactorias de usar. La IA enemiga fue criticada por su simplicidad, ya que las acciones de los enemigos se restringieron en gran medida a caminar de un lado a otro y disparar al ver a xXx en patrones predecibles. Aunque Harris señaló que las balas enemigas se pueden esquivar fácilmente agachándose, Provo afirmó que tal acción no era viable al atravesar una puerta o aterrizar después de una caída, y agregó que la simplicidad y el número de enemigos contribuyeron a una sensación de tedio. Se consideró que la duración del juego era corta, y Ricciardi solo lo recomendó por un día de alquiler, y Harris agregó que los intentos de agregar valor de reproducción al ofrecer contenido desbloqueable no fueron tan desarrollados como los del anterior título de Digital Eclipse, Spider-Man.
Los revisores reconocieron la similitud de los niveles de motocicleta con la serie Road Rash. Provo los consideró como el aspecto más divertido del juego, mientras que Ricciardi dijo que eran «atractivos, pero no muy emocionantes», y Harris consideró que la primera motocicleta fue un aumento significativo en dificultad para seguir los dos primeros niveles. Kosmina consideró que los niveles de motocicleta en general eran increíblemente difíciles debido a la sobreabundancia de enemigos y obstáculos y la mala detección de colisiones con respecto a los puñetazos y patadas de xXx. Kato descartó los niveles como una imitación poco interesante y mezquina.
Las evaluaciones de las imágenes fueron en general positivas. Steinberg y Provo elogiaron el gran tamaño y la animación fluida de los sprites de los personajes, aunque Harris encontró que la animación de xXx era «un poco demasiado tonta para verla» debido a que su arma apuntaba constantemente. Además, ridiculizó la falta de semejanza de los personajes con sus apariciones en películas, lo que generó especulaciones de que la licencia de la película excluía las semejanzas de los actores, y comentó sobre el personaje de Samuel L. Jackson que «he visto a tipos en McDonalds que se le parecen más que la semejanza que los artistas crearon para este juego». Kosmina notó la variedad de personajes enemigos, aunque comparó la apariencia de xXx con «Patrick Stewart en un par de pantalones de chándal». Steinberg y Provo admiraron los fondos y escenarios coloridos y detallados, con Kosmina destacando los niveles del metro y las catacumbas.  Harris, sin embargo, consideró que los fondos estaban dibujados con dureza, con ángulos rígidos y con una perspectiva confusa. Se decía que los niveles de la motocicleta estaban animados sin problemas y mostraban bien las modestas capacidades 3D de Game Boy Advance, aunque Harris se distrajo con el singular mosaico de textura repetitiva utilizado para el suelo.
Kosmina disfrutó de la banda sonora techno a pesar de no encontrarla memorable, y se divirtió con las vocalizaciones de dolor de los enemigos. Harris describió la gama de música de fondo como «decente» y «suave», mientras que Provo elogió la banda sonora como «de ritmo rápido y con una cualidad teatral que no parece repetida ni exagerada».

### Citas
1. ↑  Ignited Minds, 2002, p. 5.
2. 1 2 3 4  Shepperd, Christopher; Sinfield, George; Leung, Jason; Pelland, Scott; Grimm, Steven (Octubre de 2002). «Now Playing: xXx». Nintendo Power (en inglés) (Nintendo of America) (161): 198.
3. 1 2  Ignited Minds, 2002, p. 7.
4. 1 2 3 4 5  Ignited Minds, 2002, pp. 8—9.
5. 1 2  Ignited Minds, 2002, pp. 13—15.
6. ↑  Ignited Minds, 2002, p. 16.
7. 1 2  Ignited Minds, 2002, pp. 10—11.
8. ↑  «Game Boy: Hot XXX». IGN (en inglés). 17 de mayo de 2002. Archivado desde el original el 10 de mayo de 2004. Consultado el 16 de febrero de 2023.
9. 1 2  Harris, Craig (22 de mayo de 2002). «Game Boy: E3 2002: Activision's XXX». IGN (en inglés). Archivado desde el original el 10 de mayo de 2004. Consultado el 16 de febrero de 2023.
10. 1 2  Ignited Minds, 2002, pp. 27—29.
11. 1 2  «Game Boy: xXx Q&A». IGN (en inglés). 9 de julio de 2002. Archivado desde el original el 10 de mayo de 2004. Consultado el 9 de julio de 2022.
12. ↑  «New media: XXX». GameSpot (en inglés). CNET Networks. 5 de agosto de 2002. Archivado desde el original el 3 de agosto de 2003. Consultado el 16 de febrero de 2023.
13. ↑  Pallesen, Lasse (18 de octubre de 2002). «Activision ships xXx in Europe». Planet GameCube (en inglés). Archivado desde el original el 31 de marzo de 2003. Consultado el 21 de febrero de 2023.
14. 1 2  «xXx for Game Boy Advance Reviews». Metacritic. CBS Interactive. Archivado desde el original el 10 de junio de 2011. Consultado el 9 de julio de 2022.
15. 1 2 3 4 5 6  Ricciardi, John (Octubre de 2002). «Review Crew: xXx». Electronic Gaming Monthly (en inglés) (Ziff Davis) (159): 204.
16. 1 2 3 4  Kato, Matthew (Octubre 2002). «Reviews: XXX». Game Informer (Sunrise Publications) (114): 94.
17. 1 2 3 4 5 6 7 8 9 10  Provo, Frank (7 de agosto de 2002). «XXX Review for Game Boy Advance». GameSpot (en inglés). CNET Networks. Archivado desde el original el 18 de junio de 2003. Consultado el 9 de julio de 2022.
18. 1 2 3 4 5 6 7 8  Steinberg, Steve (20 de agosto de 2002). «xXx (GBA)». GameSpy (en inglés). Archivado desde el original el 23 de octubre de 2002. Consultado el 9 de julio de 2022.
19. 1 2 3 4 5 6 7 8 9 10 11 12 13 14  Harris, Craig (9 de agosto de 2002). «Game Boy: xXx». IGN (en inglés). Archivado desde el original el 2 de octubre de 2002. Consultado el 9 de julio de 2022.
20. 1 2 3 4 5 6  Kosmina, Ben (19 de septiembre de 2002). «Reviews: xXx». Planet GameCube (en inglés). Archivado desde el original el 23 de diciembre de 2002. Consultado el 21 de febrero de 2023.